# Seilbahn Rüdesheim
Seilbahn Rüdesheim er en svævebane ved Rüdesheim am Rhein i Hessen, Tyskland. Svævebanen forbinder Rüdesheim med det store monument Niederwalddenkmal, som ligger højt over Rüdesheim.

## Historie
Svævbanen blev anlagt for at erstatte en tandhjulsbane, som oprindeligt var bygget for at transportere det store antal udflugtgæster op til Niederwalddenkmal, når de med turistbåd på Rhinen gik i land i Rüdesheim. Tandhjulsbanen var anlagt umiddelbart efter indvielsen af monumentet i 1883, og efter at have overlevet to verdenskrige var det på tide med en erstatning.
Så i 1954 blev den nye svævebane på strækningen indviet. Den var anlagt således, at den fulgte en nogenlunde ret linje op over de frodige vinmarker, hvorimod tandhjulsbanen havde slået et stort sving udenom markerne. Fra svævebanen er der en flot panoramaudsigt over byen, over vinmarkerne og over Rhinen.

## I filmens verden
I den første af Elvis Presleys film efter hans soldatertid i Vesttyskland, G.I.Blues fra 1960, synger han sangen "Pocketful Of Rainbows" under en tur i gondol nr. 76 i Seilbahn Rüdesheim.

## Svævebanens stationer

### Dalstationen
Den nederste station (dalstationen) er beliggende ved Hotel Felsenkeller på Oberstraße 37 i Rüdesheim am Rhein. Der er billetsalg ved stationen, hvor der ligeledes findes toiletfaciliteter.

### Topstationen
Den øverste af svævebanestationerne (topstationen) ligger ved Café Rheinblick, øst for og ganske nær ved Niederwalddenkmal. Her er der endvidere fine parkeringsmuligheder hvis man ankommer i bil. På monumentets vestside er en kort spadseretur til et lille jagtslot, hvorfra der går en skilift til den lille by Assmannshausen.

## Specifikationer
Svævebanen er konstrueret således, at kabinerne sidder fast på kablet (stålwiren) som er ført i en sløjfe på hver side af masterne.
- Banens længde: 1.400 meter
- Driftmiddel: Elektromotor (200 kW)
- Niveauforskel fra dal- til topstation: 203 meter
- Transporttid: 10 minutter
- Kapacitet: 720 personer i timen hver vej
- Antal kabiner (gondoler): 85
- Gondoltype: 2 personers delvist lukkede
- Sæson: Dagligt fra påske til udgangen af oktober
- Operatør: Rüdesheimer Seilbahngesellschaft

## Links
- Svævebanens hjemmeside
- Svævebanen på Lift-World

49°58′52″N 7°54′44″Ø / 49.9812°N 7.9123°Ø